# Schefflera tannae
Schefflera tannae är en araliaväxtart som beskrevs av Albert Charles Smith och Benjamin Clemens Masterman Stone. Schefflera tannae ingår i släktet Schefflera och familjen araliaväxter.
Artens utbredningsområde är Vanuatu. Inga underarter finns listade.